# Donato Nardiello
Donato Nardiello (Cardigan, 9 aprile 1957) è un ex calciatore gallese, di ruolo attaccante.

## Biografia
Suo figlio Daniel è a sua volta un calciatore professionista, così come lo è stato suo fratello minore Gerry. Nardiello è inoltre anche zio di Reis Ashraf, calciatore professionista britannico che però ha vestito la maglia della nazionale del Pakistan (Paese di origine di suo padre).

## Carriera

### Club
Esordisce tra i professionisti nella stagione 1977-1978 con il Coventry City, club della prima divisione inglese, dove rimane fino al 1980 totalizzandovi complessivamente 33 presenze ed una rete in partite di campionato. Trascorre poi il 1980 con i Detroit Express, con cui mette a segno 7 reti in 29 presenze nella NASL. Gioca in questo campionato anche nel 1981, anno in totalizza 18 presenze senza mai segnare con la maglia dei Washington Diplomats; torna quindi in Europa, giocando per altri 2 anni con i semiprofessionisti inglesi di Telford Utd e Nuneaton Borough per poi ritirarsi nel 1982, all'età di 25 anni.

### Nazionale
Nel 1977 ha giocato 2 partite nella nazionale gallese (una valevole per le qualificazioni ai Mondiali del 1978 ed una in un incontro amichevole).

## Statistiche

### Cronologia presenze e reti in nazionale
| Cronologia completa delle presenze e delle reti in nazionale ― Galles | Cronologia completa delle presenze e delle reti in nazionale ― Galles | Cronologia completa delle presenze e delle reti in nazionale ― Galles | Cronologia completa delle presenze e delle reti in nazionale ― Galles | Cronologia completa delle presenze e delle reti in nazionale ― Galles | Cronologia completa delle presenze e delle reti in nazionale ― Galles | Cronologia completa delle presenze e delle reti in nazionale ― Galles | Cronologia completa delle presenze e delle reti in nazionale ― Galles |
| Data                                                                  | Città                                                                 | In casa                                                               | Risultato                                                             | Ospiti                                                                | Competizione                                                          | Reti                                                                  | Note                                                                  |
| --------------------------------------------------------------------- | --------------------------------------------------------------------- | --------------------------------------------------------------------- | --------------------------------------------------------------------- | --------------------------------------------------------------------- | --------------------------------------------------------------------- | --------------------------------------------------------------------- | --------------------------------------------------------------------- |
| 16-11-1977                                                            | Praga                                                                 | Rep. Ceca                                                             | 1 – 0                                                                 | Galles                                                                | Qual. Mondiali 1978                                                   | -                                                                     |                                                                       |
| 14-12-1977                                                            | Dortmund                                                              | Germania                                                              | 1 – 1                                                                 | Galles                                                                | Amichevole                                                            | -                                                                     | 69’                                                                   |
| Totale                                                                |                                                                       | Presenze                                                              | 2                                                                     |                                                                       | Reti                                                                  | 0                                                                     |                                                                       |